# The Hitchhikers Guide to the Internet
The Hitchhikers Guide to the Internet ist eine RFC, die ähnlich wie der Reiseführer per Anhalter durch die Galaxis innerhalb der Geschichte Per Anhalter durch die Galaxis aufgebaut ist.
„The Hitchhikers Guide to the Internet“ erzählt als RFC 1118 die Geschichte des Internets bis zu seinem Veröffentlichungszeitpunkt 1989 mit etwas Humor im Stil eines „echten“ Reiseführers.